# Saint-Léger-aux-Bois (Oise)
Pour les articles homonymes, voir Saint-Léger-aux-Bois et Saint-Léger.
Saint-Léger-aux-Bois est une commune française située dans le département de l'Oise, en région Hauts-de-France.
Petite commune rurale de l'Oise, le village est connue pour sa riche histoire locale et pour la présence sur son territoire de la plus ancienne église du département : l'église Saint-Jean-Baptiste de style préroman, qui date de 1083.

## Géographie

### Description
Saint-Léger-aux-Bois est un village périurbain picard du soissonais dont le territoire comprend une part importante de la forêt de Laigue.
Il est situé à 12 km au nord-est de Compiègne, à 11 km au sud de Noyon, à 80 km au nord-est de Paris.

### Communes limitrophes
Les communes limitrophes sont  Bailly, Le Plessis-Brion, Montmacq, Pimprez et Tracy-le-Mont.
|                  | Pimprez                                       | Bailly        |
| Montmacq         | Saint-Léger-aux-Bois                          |               |
| Le Plessis-Brion | Rethondes Choisy-au-Bac Saint-Crépin-aux-Bois | Tracy-le-Mont |

### Hydrographie

#### Réseau hydrographique
La commune est située dans le bassin Seine-Normandie. Elle est drainée par l'Oise, le ru des Hayettes, le ru à Galets, le ru Dange, le ru de la Fontaine des Charmes, le ru de Saint-Leger, le ru des Ponteaux et divers autres petits cours d'eau,.
L'Oise prend sa source en Belgique, à 309 mètres d'altitude, dans l'ancienne commune de Forges et se jette dans la Seine à 20 mètres d'altitude, au Pointil en rive droite et en aval du centre de Conflans-Sainte-Honorine dans le département des Yvelines. D'une longueur 341 kilomètres, elle est presque entièrement navigable et bordée de canaux sur 104 kilomètres.

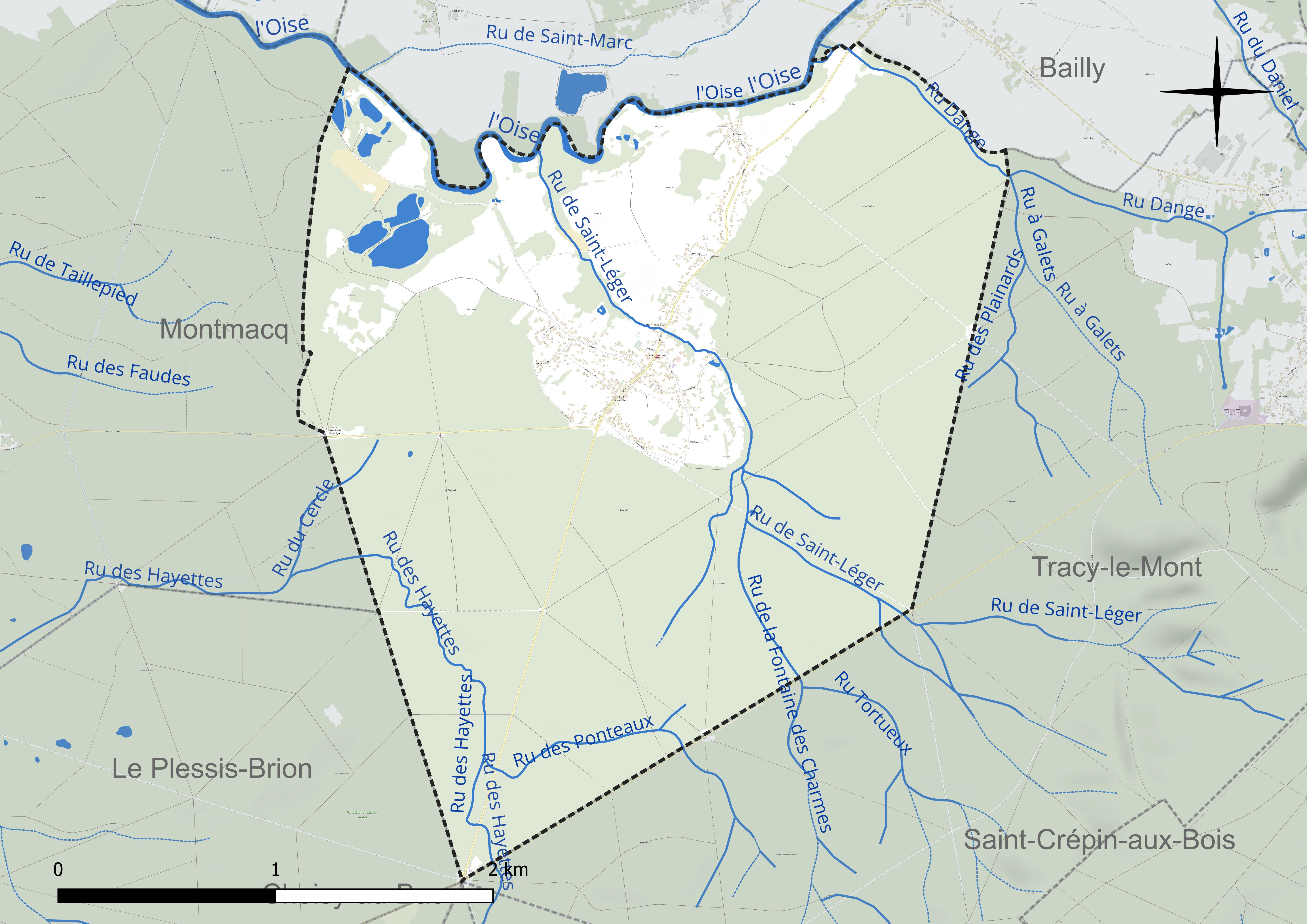
Réseau hydrographique de Saint-Léger-aux-Bois.

#### Gestion et qualité des eaux
Le territoire communal est couvert par le schéma d'aménagement et de gestion des eaux (SAGE) « Sensée ». Ce document de planification concerne un territoire de 1 013 km2 de superficie, délimité par le bassin versant de l'Oise moyenne. Le périmètre a été arrêté le 24 avril 2017 et le SAGE est, en 2024, encore en élaboration. La structure porteuse de l'élaboration et de la mise en œuvre est le syndicat mixte du SAGE Oise-Moyenne (SMOM).
La qualité des cours d'eau peut être consultée sur un site dédié géré par les agences de l'eau et l'Agence française pour la biodiversité.

### Climat
Pour des articles plus généraux, voir Climat des Hauts-de-France et Climat de l'Oise.
En 2010, le climat de la commune est de type climat océanique dégradé des plaines du Centre et du Nord, selon une étude du CNRS s'appuyant sur une série de données couvrant la période 1971-2000. En 2020, Météo-France publie une typologie des climats de la France métropolitaine dans laquelle la commune est dans une zone de transition entre le climat océanique et le climat océanique altéré et est dans la région climatique Nord-est du bassin Parisien, caractérisée par un ensoleillement médiocre, une pluviométrie moyenne régulièrement répartie au cours de l'année et un hiver froid (3 °C).
Pour la période 1971-2000, la température annuelle moyenne est de 10,8 °C, avec une amplitude thermique annuelle de 14,9 °C. Le cumul annuel moyen de précipitations est de 673 mm, avec 11,2 jours de précipitations en janvier et 8,5 jours en juillet. Pour la période 1991-2020, la température moyenne annuelle observée sur la station météorologique la plus proche, située sur la commune de Margny-lès-Compiègne à 11 km à vol d'oiseau, est de 11,2 °C et le cumul annuel moyen de précipitations est de 633,5 mm,. Pour l'avenir, les paramètres climatiques de la commune estimés pour 2050 selon différents scénarios d'émission de gaz à effet de serre sont consultables sur un site dédié publié par Météo-France en novembre 2022.

## Urbanisme

### Typologie
Au 1er janvier 2024, Saint-Léger-aux-Bois est catégorisée commune rurale à habitat dispersé, selon la nouvelle grille communale de densité à sept niveaux définie par l'Insee en 2022.
Elle est située hors unité urbaine. Par ailleurs la commune fait partie de l'aire d'attraction de Compiègne, dont elle est une commune de la couronne,. Cette aire, qui regroupe 101 communes, est catégorisée dans les aires de 50 000 à moins de 200 000 habitants,.

### Occupation des sols

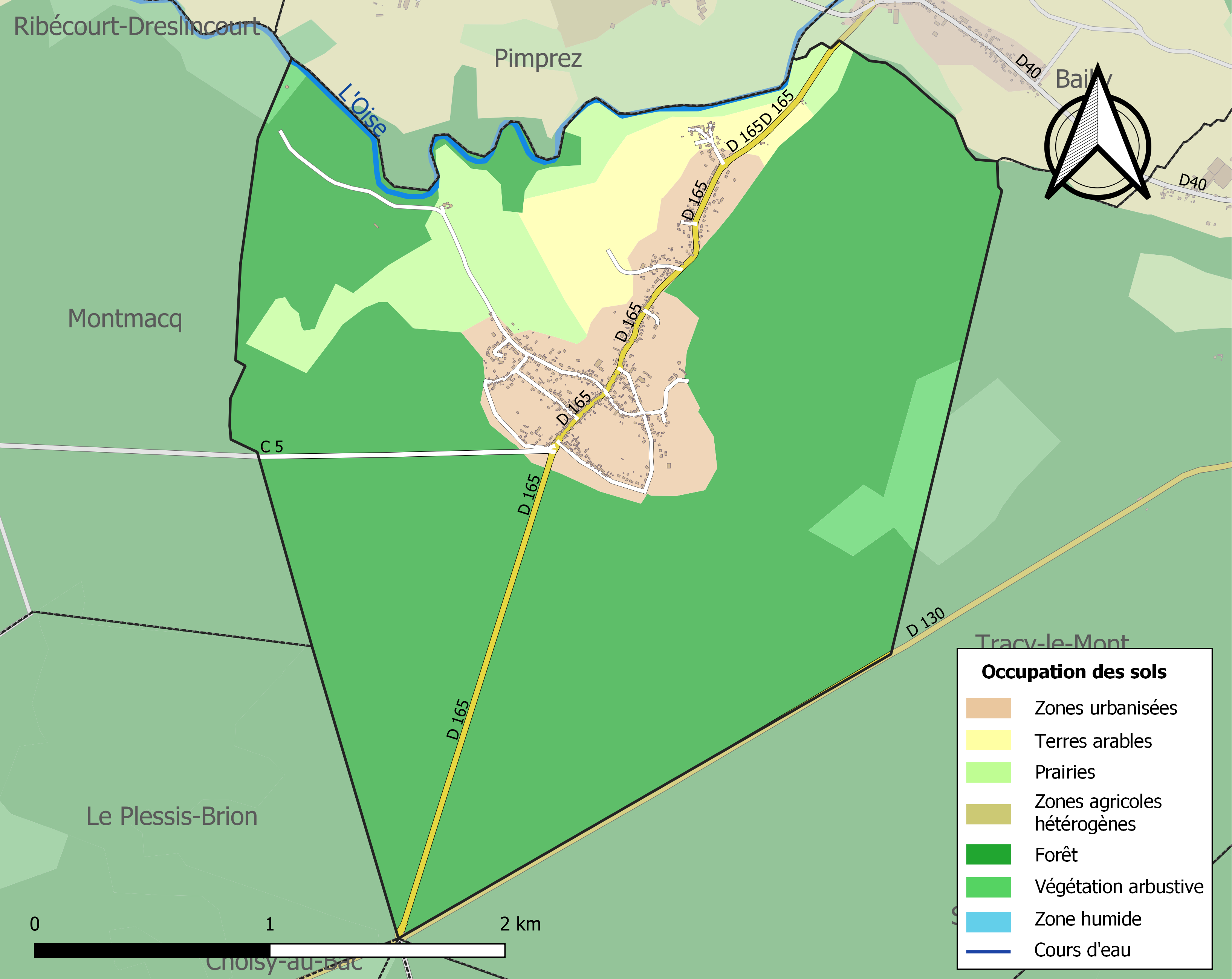
Carte des infrastructures et de l'occupation des sols de la commune en 2018 (CLC).

L'occupation des sols de la commune, telle qu'elle ressort de la base de données européenne d'occupation biophysique des sols Corine Land Cover (CLC), est marquée par l'importance des forêts et milieux semi-naturels (78,1 % en 2018), en augmentation par rapport à 1990 (75,4 %). La répartition détaillée en 2018 est la suivante :
forêts (75,6 %), zones urbanisées (9,6 %), prairies (7,5 %), terres arables (4,8 %), milieux à végétation arbustive et/ou herbacée (2,5 %). L'évolution de l'occupation des sols de la commune et de ses infrastructures peut être observée sur les différentes représentations cartographiques du territoire : la carte de Cassini (XVIIIe siècle), la carte d'état-major (1820-1866) et les cartes ou photos aériennes de l'IGN pour la période actuelle (1950 à aujourd'hui).

### Habitat et logement
En 2020, le nombre total de logements dans la commune était de 371, alors qu'il était de 363 en 2015 et de 358 en 2010.
Parmi ces logements, 90,3 % étaient des résidences principales, 2,7 % des résidences secondaires et 7 % des logements vacants. Ces logements étaient pour 98,9 % d'entre eux des maisons individuelles et pour 1,1 % des appartements.
Le tableau ci-dessous présente la typologie des logements à Saint-Léger-aux-Bois en 2020 en comparaison avec celle de l'Oise et de la France entière. Une caractéristique marquante du parc de logements est ainsi une proportion de résidences secondaires et logements occasionnels (2,7 %) supérieure à celle du département (2,4 %) mais inférieure à celle de la France entière (9,7 %). Concernant le statut d'occupation de ces logements, 90,1 % des habitants de la commune sont propriétaires de leur logement (89,1 % en 2015), contre 61,4 % pour l'Oise et 57,5 pour la France entière.
| Typologie                                               | Saint-Léger-aux-Bois | Oise | France entière |
| ------------------------------------------------------- | -------------------- | ---- | -------------- |
| Résidences principales (en %)                           | 90,3                 | 90,5 | 82,1           |
| Résidences secondaires et logements occasionnels (en %) | 2,7                  | 2,4  | 9,7            |
| Logements vacants (en %)                                | 7                    | 7,1  | 8,2            |

### Projets d'aménagement
La municipalité de Thierry Drouet, confrontée au vieillissement des habitants de la commune et souhaitant éviter la fermeture de classes dans l'école, a envisagé en 2020 de favoriser la construction de 38 logements répartis en deux bâtiments de trois  étages. Face à l'opposition de certains habitants, le projet est abandonné en 2023,.

### Voies de communication et transports
La commune est desservie, en 2023, par les lignes 665, 6306, 6321, 6332 et 6334 du réseau interurbain de l'Oise.

## Toponymie
Le nom de la localité est attesté sous les formes Harbaudianisva sive ecclesia sancti Leodegarii (814) ; Haudiana visna (Xe) ; « Sanctus Leodegarius in saltu de Lesga » (1083) ; « eccl. So Leodegario in saltu cognomine Lesgue dedicata » (1083) ; de Sancto Leodegario (XIe) ; « eccl. Sa Leodegaria in Lesga sita » (XIIe) ; ecclesiam sancti Leodegarii de bosco (1201) ; Sanctus Leodegarius in bosco (1233) ; Sancti Leodegarii in bosco (1239) ; Sus Leodegarius in saltu cognomento Lesgâ (1240) ; Saint Ligier (1311) ; Saint Ligier du bos (1375) ; eccl. Si Leodegarii (XIVe) ; Saint Léger au bois (1529) ; Sainct Leger au boys (1539) ; Saint Leger en Laigue (vers 1575) ; Saint Legier (1595) ; la Chanvrière (1794) ; Saint-Léger-aux-bois (1840).
La forme latine du nom du village, Sanctus Leodegarius in saltu de Lesga, fait allusion à la Forêt de Laigue ou a été tué Léger d'Autun.
Le prieuré est créé  sous le patronage de saint Léger, prend,à cause de sa situation, au milieu de la forêt, le nom de Saint Léger aux Bois (sancti Leodegarii de bosco).
Peu après la construction de l'église en 1083, le nom de Saint Léger en Laigue est donné (« Sanctus Leodegarius in saltu de Lesga »).
En 1793, pendant la révolution, la commune est nommée La Chanvrière ou La Chanverie selon les écrits. Ce nom provient de la production intensive de chanvre qui avait lieu au sein du village, servant notamment pour la confection d'un textile apprécié pour les cordages.
Ce n'est qu'après la révolution que le nom de Saint-Léger-Aux-Bois est réinstauré.

## Histoire

### Moyen Âge
La localité dépendait du domaine royal français et était utilisé pour les chasses royales lorsque le roi des Francs Philippe Ier  la donne à l'Abbaye de La Sauve-Majeure en 1083, une abbaye bénédictine du Bordelais. Cinq religieux y établissent près d'une source un prieuré placé sous le patronage de saint Léger, et commencent à défricher la forêt, constituant le noyau d'une communauté villageoise vivant principalement des ressources de la forêt, puis de la culture et de l'artisanat du chanvre. Celle-ci prend le nom de Saint-Léger-aux-Bois, en référence au nom du prieuré et à sa situation dans les bois de Laigue,,.

### Époque moderne
Le village appartient ensuite aux moines du Francport en 1590, et est transmis par Louis XIII  à son aumônier Michel de l'Arche en 1624. Le prieuré passe en janvier 1749 sous l'autorité de l'évêque de Soissons, qui en attribue les biens et revenus au séminaire diocésain, tout en lui adjoignant une cure et un vicariat
À la fin de l'Ancien Régime, le prieuré était constitué d'une maison et son jardin, un moulin à eau, quelques setiers de terres, prés et arpents
de bois, occupant seulement 2 % du finage paroissial. L'essentiel des bois, couvrant les trois-quarts de ce territoire, faisaient partie de la forêt de Laigue, propriété princière de l'apanage d'Orléans, attribué en 1661 par Louis XIV à son frère Philippe d'Orléans, puis transmis à ses héritiers jusqu'à la Révolution française.
Une première assemblée municipale est instituée en août 1788 dans le cadre de la convocation des états généraux de 1789, composée du curé (membre de droit), d'un syndic, d'un greffier, et de quelques notables, simple relais administratif de l'assemblée provinciale du « département » de Soissons chargée avant tout de veiller à la publication des édits, à la confection des rôles de taille, à la nomination des collecteurs ou à la répartition des secours publics.
Circonscriptions d'Ancien Régime
La paroisse de Saint-Léger-aux-Bois dépendait à la fin de l'Ancien Régime du diocèse de Soissons, présentateur de la cure, de l'archidiaconé de la Rivière et du doyenné de Vic-sur-Aisne).
Dans l'ordre civil, Saint-Léger dépendait de l'élection et de la généralité de Soissons, étant placé sous l'autorité de ses subdélégué et Intendant, pour tout ce qui concernait l'administration générale et la fiscalité directe.
Fiscalement, il était rattaché au grenier à sel de Compiègne, percepteur de la gabelle. En matière judiciaire, le village était soumis à la coutume de Senlis appliqué par le bailliage de Compiègne et relevant, en appel, du Parlement de Paris.

### Époque contemporaine
En 1810 et 1811 sont percées les allées et routes de la forêt autour de la place centrale du puits d'Orléans.
En 1839 est créée par la famille Delaissement une fabrique de balles à jouer rt de jouets d'enfants, reprise en 1872 par la famille Bernard-Rondel.
En 1900, le village comptait 2 fabriques de balles et 2 succursales de fabrication de brosses.
En 1906, Clovis Bernard fait construire deux bâtiments de pierre et de brique servant d'atelier et d'entrepôt pour son entreprises de balles à jouer.

Saint-Léger-aux-Bois avant la Première Guerre mondiale
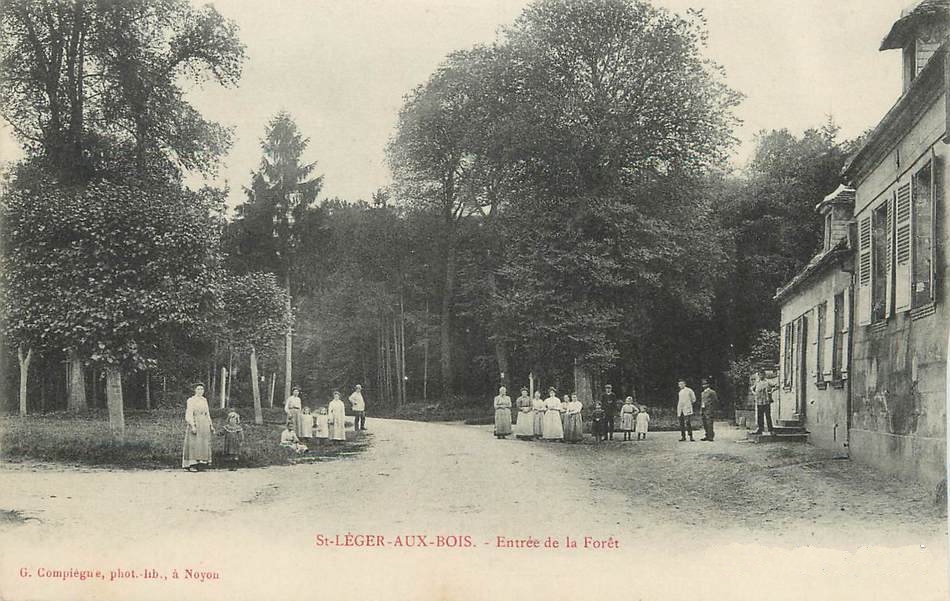
L'entrée de la forêt.
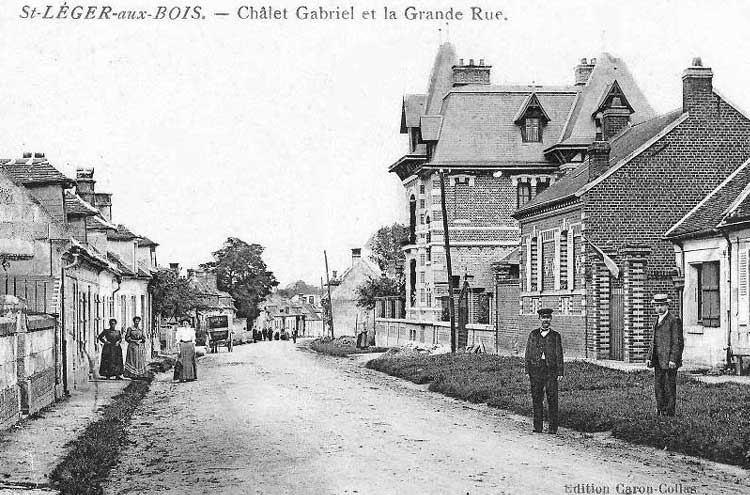
La Grande-Rue vers 1910.
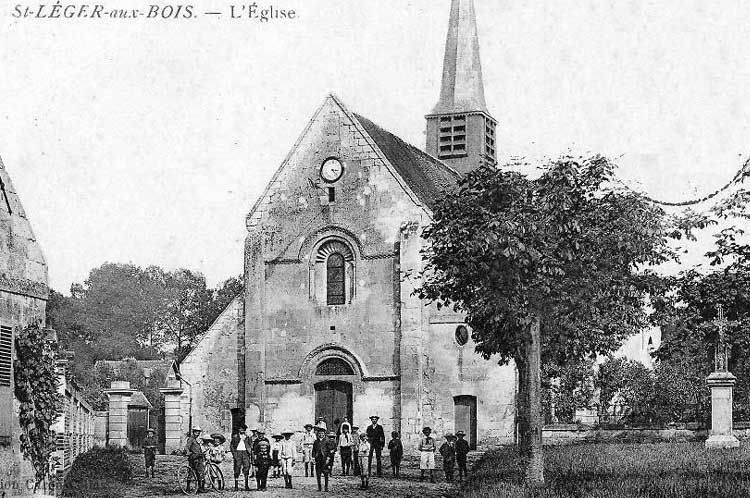
L'église vers 1910.
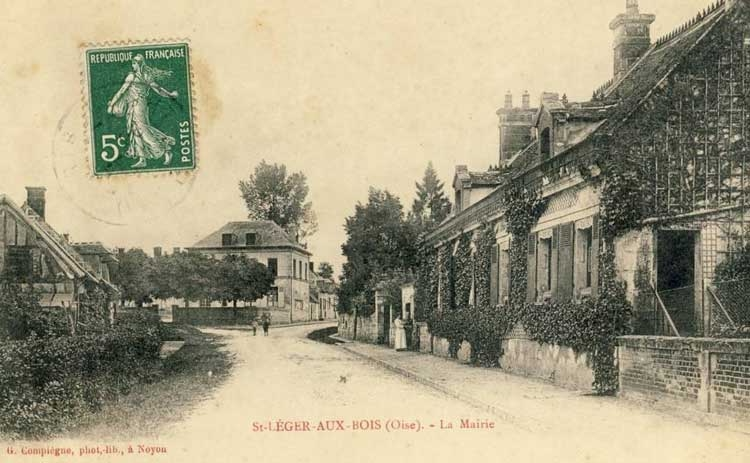
La place la mairie vers 1910.

#### Première Guerre mondiale
Resté à une trentaine de kilomètres du front, le village ne subit pas de dégâts jusqu'en mars 1918, lors de l'offensive du printemps de l'armée allemande qui bombarde toute la région jusqu'en juin pour essayer de percer le front allié. De nombreuses habitations du village sont alors détruites.
L'entreprise de balles à jouer cesse son activité après la mort, pendant la guerre, des enfants et petit-fils de Clovis Bernard.
Le village est considéré comme détruit à la fin de la guerre et a  été décoré de la Croix de guerre 1914-1918, le 21 février 1921.

Le village détruit, vers 1918
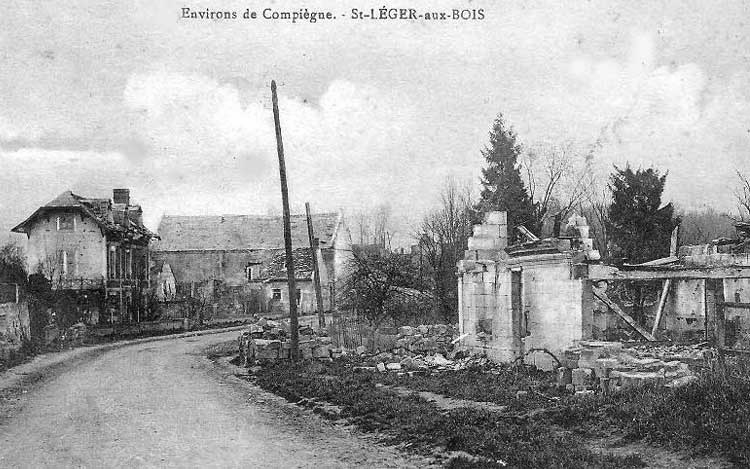
Vue du village en 1918.
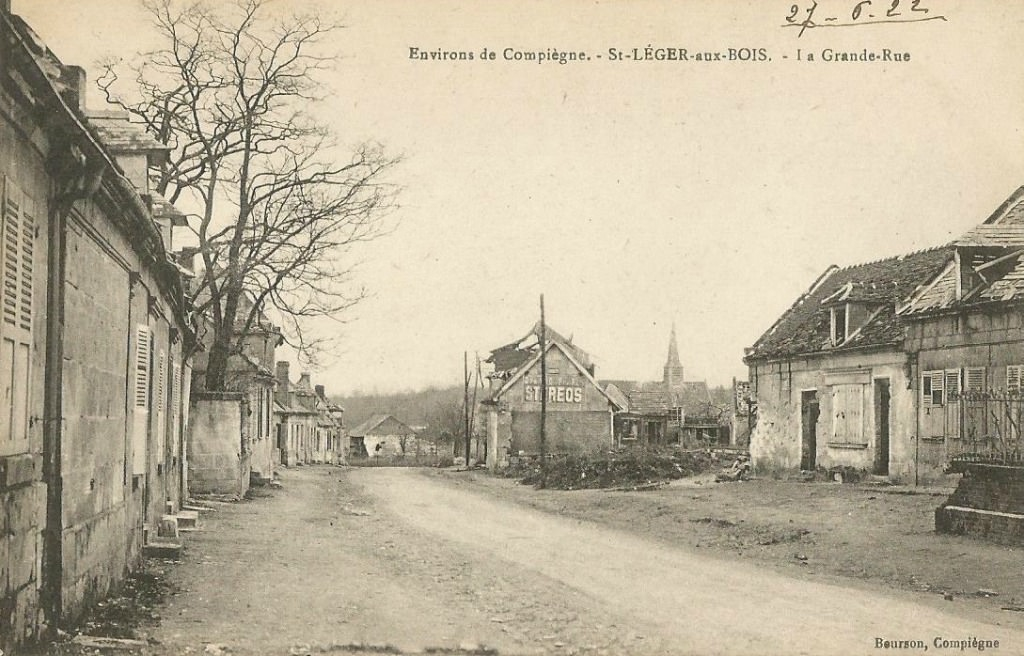
La Grande-Rue en 1918.
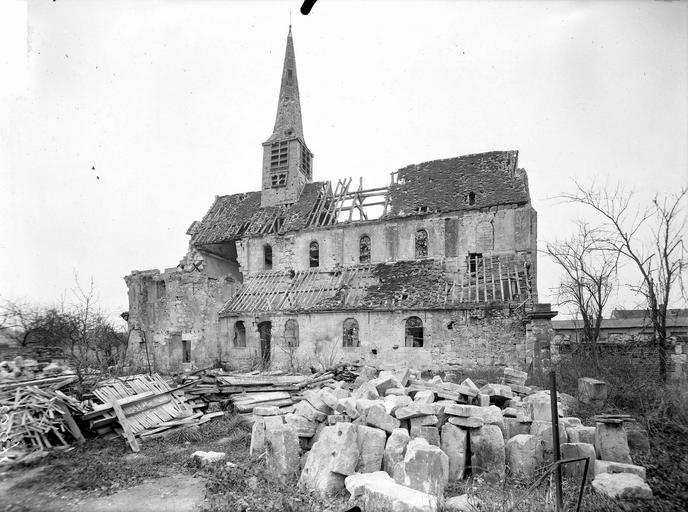
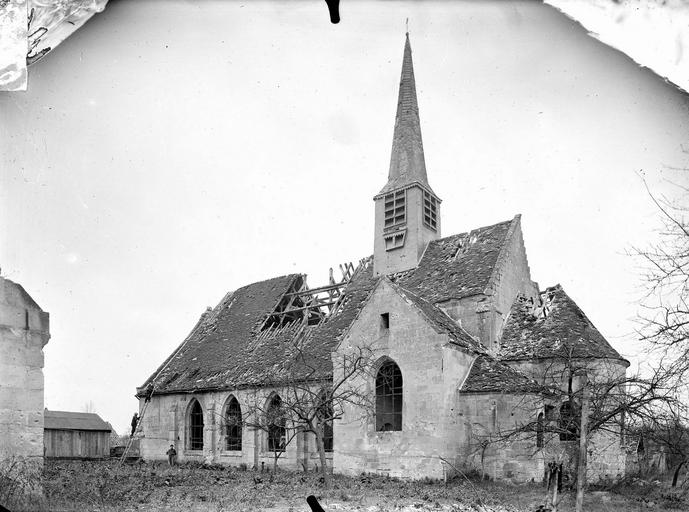
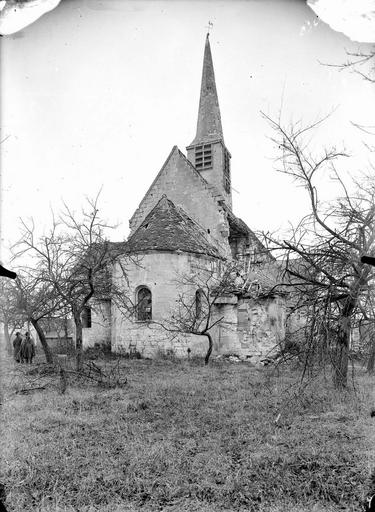

Après la guerre a lieu la reconstruction du village. Dans les années 1930, on note l'existence de petits commerces et d'artisans, ainsi que 2 fabriques de balles et jouets pour enfants.

#### Seconde Guerre mondiale
De 1942 à 1945, l'occupant nazi a implanté un camp de munitions dans la forêt de Laigue, à la lisière de la commune et sur une très vaste surface coupant les axes de communication vers Compiègne. Un camp de prisonniers marocains installé au cœur du village et des travailleurs du STO fournissaient la main d'œuvre nécessaire. De nombreux talus sont encore visibles le long des routes dans la forêt.

## Politique et administration

### Rattachements administratifs et électoraux

#### Rattachements administratifs
La commune se trouve dans l'arrondissement de Compiègne du département de l'Oise.
Elle faisait partie depuis 1801 du canton de Ribécourt-Dreslincourt. Dans le cadre du redécoupage cantonal de 2014 en France, cette circonscription administrative territoriale a disparu, et le canton n'est plus qu'une circonscription électorale.

#### Rattachements électoraux
Pour les élections départementales, la commune fait partie depuis 2014 du canton de Thourotte
Pour l'élection des députés, elle fait partie de la sixième circonscription de l'Oise.

### Intercommunalité
Saint-Léger-aux-Bois est membre de la communauté de communes des Deux Vallées, un établissement public de coopération intercommunale (EPCI) à fiscalité propre créé en 1996 et auquel la commune a transféré un certain nombre de ses compétences, dans les conditions déterminées par le code général des collectivités territoriales.

### Liste des maires
| Période                                  | Période      | Identité                 | Étiquette | Qualité                             |
| ---------------------------------------- | ------------ | ------------------------ | --------- | ----------------------------------- |
| Les données manquantes sont à compléter. |              |                          |           |                                     |
|                                          |              |                          |           |                                     |
| 1791                                     |              | Jean-Baptiste Mercier    |           | Cultivateur                         |
| novembre 1791                            |              | Jean-Louis Lombare       |           | Bucheron                            |
|                                          |              |                          |           |                                     |
| 1795                                     | 1799         | François Laplace         |           |                                     |
| 1795                                     | 1799         | M. Mouret                |           | Officier public cantonal            |
| 1818                                     | 1826         | Louis Mognolle           |           |                                     |
| 1830                                     | 1841         | Joseph Fosset            |           |                                     |
| 1841                                     | 1846         | Clément Frambourg        |           |                                     |
| 1848                                     | 1849         | Louis Terju              |           |                                     |
| 1852                                     | 1855         | Clément Frambourg        |           |                                     |
| 1855                                     | 1864         | Pierre Jean Delaissement |           |                                     |
| 1864                                     | 1865         | Victor Ferdinand Foiret  |           |                                     |
| 1865                                     | 1871         | Pierre Jean Delaissement |           |                                     |
| 1871                                     | 1888         | Arthur Auguste Leclere   |           |                                     |
| 1888                                     | 1904         | Zacharie Auguste Foiret  |           |                                     |
| 1904                                     | 1912         | Alexandre Ernest Dubois  |           |                                     |
| 1912                                     | 1919         | Charles Eugène Ridoux    |           |                                     |
| 1919                                     | 1924         | Achille Loizon           |           |                                     |
| 1923                                     | 1926         | Louis Auguste Richard    |           |                                     |
| 1926                                     | 1927         | Henri Ferdinand Lardot   |           |                                     |
| 1927                                     | 1929         | Alfred Trolard           |           |                                     |
| 1929                                     | 1930         | George Marie             |           |                                     |
| 1930                                     | 1945         | Arthur Nordest           |           |                                     |
| 1945                                     | 1953         | André Protin             |           |                                     |
| 1953                                     | 1975         | Louis Vincent Rondel     |           |                                     |
| 1975                                     | 1977         | Philippe Leroux          |           |                                     |
| 1977                                     | 1986         | Lucien Turbin            |           |                                     |
| 1986                                     | 1989         | Gérard Bara              |           | Ouvrier                             |
| 1989                                     | 2005         | Alain Brekiesz           |           | Agent immobilier Démissionnaire     |
| mars 2005                                | 2014         | Jean-Bernard Cardon      |           | Retraité                            |
| 2014                                     | juillet 2020 | Christian Havez          |           | Retraité                            |
| juillet 2020,                            | octobre 2023 | Thierry Drouet           |           | Gérant de restaurant Démissionnaire |
| février 2024                             | En cours     | Sylvain Bertrand         | SE        | Soudeur Aéronautique                |

## Population et société

### Démographie

#### Évolution démographique
L'évolution du nombre d'habitants est connue à travers les recensements de la population effectués dans la commune depuis 1793. Pour les communes de moins de 10 000 habitants, une enquête de recensement portant sur toute la population est réalisée tous les cinq ans, les populations de référence des années intermédiaires étant quant à elles estimées par interpolation ou extrapolation. Pour la commune, le premier recensement exhaustif entrant dans le cadre du nouveau dispositif a été réalisé en 2005.

En 2022, la commune comptait 743 habitants, en évolution de −6,89 % par rapport à 2016 (Oise : +0,87 %, France hors Mayotte : +2,11 %).
| 1793 | 1800 | 1806 | 1821 | 1831 | 1836 | 1841 | 1846 | 1851 |
| ---- | ---- | ---- | ---- | ---- | ---- | ---- | ---- | ---- |
| 641  | 779  | 744  | 727  | 804  | 797  | 770  | 781  | 703  |

| 1856 | 1861 | 1866 | 1872 | 1876 | 1881 | 1886 | 1891 | 1896 |
| ---- | ---- | ---- | ---- | ---- | ---- | ---- | ---- | ---- |
| 681  | 675  | 694  | 676  | 631  | 605  | 582  | 588  | 568  |

| 1901 | 1906 | 1911 | 1921 | 1926 | 1931 | 1936 | 1946 | 1954 |
| ---- | ---- | ---- | ---- | ---- | ---- | ---- | ---- | ---- |
| 535  | 505  | 463  | 297  | 395  | 400  | 403  | 385  | 504  |

| 1962 | 1968 | 1975 | 1982 | 1990 | 1999 | 2005 | 2006 | 2010 |
| ---- | ---- | ---- | ---- | ---- | ---- | ---- | ---- | ---- |
| 538  | 519  | 633  | 659  | 710  | 820  | 848  | 849  | 803  |

| 2015 | 2020 | 2022 | - | - | - | - | - | - |
| ---- | ---- | ---- | - | - | - | - | - | - |
| 801  | 759  | 743  | - | - | - | - | - | - |

Sous l'Ancien Régime, la paroisse comptait 105 feux fiscaux, 106 en 1713, 105 en 1720 (soit environ 420 habitants), 115 en 1724 et 1725, 111 en 1726, puis 143 en 1790.

#### Pyramide des âges
La population de la commune est relativement âgée.
En 2018, le taux de personnes d'un âge inférieur à 30 ans s'élève à 26,0 %, soit en dessous de la moyenne départementale (37,3 %). À l'inverse, le taux de personnes d'âge supérieur à 60 ans est de 29,1 % la même année, alors qu'il est de 22,8 % au niveau départemental.
En 2018, la commune comptait 394 hommes pour 389 femmes, soit un taux de 50,32 % d'hommes, légèrement supérieur au taux départemental (48,89 %).
Les pyramides des âges de la commune et du département s'établissent comme suit.
| Hommes | Classe d’âge | Femmes |
| ------ | ------------ | ------ |
| 0,0    | 90 ou +      | 0,3    |
| 8,9    | 75-89 ans    | 7,7    |
| 19,9   | 60-74 ans    | 21,5   |
| 24,9   | 45-59 ans    | 26,8   |
| 20,2   | 30-44 ans    | 18,0   |
| 12,0   | 15-29 ans    | 9,5    |
| 14,1   | 0-14 ans     | 16,2   |

| Hommes | Classe d’âge | Femmes |
| ------ | ------------ | ------ |
| 0,5    | 90 ou +      | 1,4    |
| 5,5    | 75-89 ans    | 7,6    |
| 15,6   | 60-74 ans    | 16,3   |
| 20,8   | 45-59 ans    | 20     |
| 19,4   | 30-44 ans    | 19,4   |
| 17,6   | 15-29 ans    | 16,2   |
| 20,6   | 0-14 ans     | 19,1   |

### Enseignement
La commune dispose d'une école de deux classes qui, en 2020, accueillent 29 élèves

## Culture locale et patrimoine

### Lieux et monuments
- L'église Saint-Léger et Saint-Jean-Baptiste, du XIe siècle, est classée à l'inventaire des monuments historiques en 1913[45], construite à la charnière des XI e et XIIe siècles, à l'origine comme église d'un prieuré bénédictin de l'abbaye de La Sauve-Majeure, dans le Bordelais.
C'est l'une des églises les plus anciennes du département, qui reste proche de son état d'origine.« Son plan est formé d'une nef de cinq travées avec bas-côtés (dédiée à saint Jean-Baptiste, elle était réservée à la paroisse) et d'un ensemble oriental (dédié à saint Léger et à usage du prieuré) composé d'un transept saillant sur lequel sont greffées une abside et deux absidioles selon le schéma bénédictin traditionnel »[21]
Elle comprend un mobilier liturgique dont plusieurs éléments sont également classés à l'inventaire des monuments historiques : statue de saint Sébastien, chemin de croix, ostensoir, statue de la Vierge à l'Enfant et à la grappe[46], ainsi que des vitraux de 1932 réalisés par Jacques Gruber[26].
- Mairie du XXe siècle
- L'école communale situé à côté de l'église date de Napoléon III
- La commune a 3 calvaires :
  - La croix Mognolle qui a été rénové en 2021 par les moines de l'abbaye d'Ourscamp.
  - La première croix (situé dans la rue des étangs)
  - La seconde croix (autrefois, un vieux calvaire s'abritait sous un immense tilleul déraciné au cours d'une tempête en 1976, emportant avec lui le calvaire. Aujourd'hui un habitant de St Léger a érigé une croix sur un socle monumental en forme de cœur.)
- Saint Léger aux Bois accueille également trois villas :
  - La villa du Guais (dont la vue à son sommet permet d'apercevoir la commune de Ribecourt-Dreslincour
  - La Faisanderie (anciennement appelé villa des Croisettes qui servait notamment de lieu de réception par les nazis pendant l'occupation)
  - Le chalet Gabriel (ancien lieu de kommandotur de l'Allemagne nazie lors de la seconde guerre mondiale)

### Personnalités liées à la commune
Robert Louis Stevenson est célèbre encore aujourd'hui pour des livres tels que L'Île au trésor (Treasure Island, 1883) et L'Étrange Cas du docteur Jekyll et de M. Hyde (The Strange Case of Dr. Jekyll and Mister Hyde, 1886). Son premier livre, plus méconnu, est Un voyage intérieur de et relate un voyage en canoë.
C'est lors de ce voyage que Stevenson passe par Saint Léger aux Bois sur la rivière Oise.

## Pour approfondir